# Aardbeving Baja California 2010
De aardbeving in Baja California op 4 april 2010 vond plaats om 22:40:42 UTC. Het epicentrum lag op ongeveer 47 kilometer ten zuidoosten van de staatshoofdstad Mexicali en 165 kilometer ten oosten van Tijuana. De kracht bedroeg 7,2 op de schaal van Richter. Het hypocentrum lag op een diepte van 10 kilometer.

## Naschokken
| Datum        | Tijd (UTC) | Omschrijving                                                   | Coördinaten                     | Diepte | Schaal van Richter | Ref.  |
| ------------ | ---------- | -------------------------------------------------------------- | ------------------------------- | ------ | ------------------ | ----- |
| 4 april 2010 | 23:15:10   | Baja California 65 km ten zuidwesten van San Luis Río Colorado | 32° 2' 24" NB, 115° 14' 24" WL  | 10 km  | 5,3                | [ 2 ] |
| 4 april 2010 | 23:25:09   | Baja California 40 km ten zuidwesten van San Luis Río Colorado | 32° 8' 60" NB, 115° 1' 48" WL   | 6 km   | 5,4                | [ 3 ] |
| 5 april 2010 | 00:07:12   | Sonora 55 km ten zuiden van San Luis Río Colorado              | 31° 56' 60" NB, 114° 47' 24" WL | 14 km  | 5,1                | [ 4 ] |
| 8 april 2010 | 16:44:25   | Baja California 54 km ten zuidwesten van El Centro             | 32° 13' 12" NB, 115° 16' 34" WL | 10 km  | 5,3                | [ 5 ] |

Januari: Salomonseilanden (3 januari) · Californië (10 januari) · Haïti (12 januari) -
Februari: Bougainville (1 februari) · Riukiu-eilanden (26 februari) · Chili (27 februari) -
Maart: Taiwan (4 maart) · Sumatra (5 maart) · Turkije (8 maart) · Chili (11 maart) · Japan (14 maart) · Obi-eilanden (14 maart) -
Mei: Sumatra (9 mei) · Vanuatu (27 mei) -
Juni: Papoea (16 juni) -
Oktober: Sumatra (25 oktober)